# Стратфор
„Стратфор“ (на английски: Strategic Forecasting Inc. – „Стратегическо прогнозиране“ АД, съкр. Stratfor) е частна разузнавателна и аналитична компания със седалище в Остин, щата Тексас, САЩ.
Основана е през 1996 г. от американския политолог от еврейски произход Джордж Фридман, който ръководи неизменно компанията от нейното създаване. Вицепрезидент, ръководител на контратерористичното звено и завеждащ корпоративната сигурност на компанията е Фред Бартън.
Компанията събира и анализира информация за събитията по света. Информацията идва от медии и други публични източници, както и от собствени източници на компанията. Въз основа на събраните данни анализаторите на компанията изготвят икономически и геополитически прогнози.
Списъкът с клиенти на компанията е поверителен, но се предполага, че включва големи корпорации и държавни агенции, включително и неамерикански.